# Cerco de Áspis
Cerco de Áspis ou Cerco de Clúpea foi a primeira batalha em território africano da Primeira Guerra Púnica e foi travada em 255 a.C. entre os exércitos de Cartago e da República Romana.

## História
Depois de derrotar a marinha cartaginesa enviada para impedir que a frota romana chegasse à África na Batalha do Cabo Ecnomo, os dois cônsules, Marco Atílio Régulo e Lúcio Mânlio Vulso Longo, desembarcaram na África, rapidamente se reorganizaram e embarcaram novamente em direção ao Cabo Bon, desembarcando perto de Áspis (ou Clúpea).
Rapidamente, os romanos cercaram a cidade construindo uma trincheira e paliçadas para proteger seus navios. Cartago, despreparada para um combate em terra, não ofereceu resistência e a cidade caiu depois que a guarnição foi derrotada. De posse de Áspis, os romanos passaram a controlar um território de frente para Cartago e conseguiram proteger sua retaguarda para poderem fustigar o inimigo com liberdade. Depois de deixarem no local uma guarnição, os cônsules enviaram mensageiros a Roma para informar o Senado de sua vitória e para buscar instruções sobre os próximos passos. Enquanto isto, toda a força romana passou a marchar pelo território cartaginês, que era muito próspero, para saquear e destruir o que fosse possível.
Os senadores ordenaram que um dos cônsules voltasse a Roma com a frota deixando o outro na África com o exército. Vulso Longo voltou com a frota, o butim e os prisioneiros (cerca de 20 000) enquanto Marco Atílio Régulo ficou com quarenta navios (15 000 legionários), 1 500 elefantes e 500 cavaleiros. A próxima cidade que eles encontraram foi Adis, que também foi cercada, o que deu tempo para os cartagineses reunirem suas forças. Porém, eles acabaram sendo novamente derrotados na Batalha de Adis.